# Harculo
Harculo (Zwols: Erkelo) is een buurtschap met ongeveer 150 inwoners in de Nederlandse gemeente Zwolle, ten zuiden van de stad Zwolle en ingedeeld in de wijk Soestweteringlanden.
De toevoeging lo in deze plaatsnaam betekent licht loofbos met open plekken, hetgeen iets zegt over de ligging van de plaats ten tijde van de naamgeving. Harculo behoorde in de middeleeuwen, ten tijde van het zogenaamde hofstelsel, tot de Hof van Zwolle.
In 1224 vond bij de plaats een veldslag plaats omdat boeren en ridders uit Salland zich verzetten tegen de bisschop van Utrecht Otto van Lippe. Deze slag werd gewonnen door de bisschop en zijn manschappen, waarna deze verder op konden rukken. Later verloor hij de slag bij Ane en werd zijn leger in de pan gehakt. Als gevolg van zijn expedities liet hij het bisdom sterk verarmd achter.
Aan de rand van Harculo bij de IJssel staat de IJsselcentrale, een elektriciteitscentrale die  Centrale Harculo werd genoemd. De centrale had vijf lange schoorstenen, waarvan er in 2010 twee over waren. Nadat de centrale in 2012 was stilgelegd, begon in januari 2017 het slopen ervan. Op 18 maart 2017 zijn de laatste twee schoorstenen met explosieven naar beneden gehaald.
De rivierduinen op de plaats waar later Harculo zou ontstaan waren al vroeg aantrekkelijke plaatsen voor bewoning. Op de nabije kleigronden ontstond agrarisch gebied. In 1573 was er een grote dijkdoorbraak, hierdoor is een van de kolken bij de IJsselcentrale ontstaan. In 2010 zijn de dijken langs de IJssel verstevigd door de dijkvoet breder te maken.